# Liste des évêques et archevêques de Parakou
Liste des évêques et archevêques de Parakou
(Archidioecesis Parakuensis)
La préfecture apostolique béninoise de Parakou est créée le 13 mai 1948 par détachement de celle de Niamey (Niger).
Elle est érigée en évêché le 10 février 1964, puis en archevêché le 16 octobre 1997.

## Sont d'abord préfets apostoliques
- 21 mai 1948-1956 : François Faroud
- 4 janvier 1957-1962 : Robert Chopard-Lallier
- 13 février 1962-10 février 1964 : André van den Bronk

## Puis sont évêques
- 10 février 1964-29 septembre 1975 : André van den Bronk, promu évêque.
- 10 avril 1976-16 octobre 1997 : Nestor Assogba

## Enfin sont archevêques
- 16 octobre 1997-29 octobre 1999 : Nestor Assogba, promu archevêque; devient archevêque de Cotonou.
- 14 avril 2000-4 novembre 2010 : Fidèle Agbatchi
- depuis le 14 juin 2011 : Pascal N'Koué

## Sources
- L'ANNUAIRE PONTIFICAL, sur le site http://www.catholic-hierarchy.org, à la page